# Sisicottus panopeus
Sisicottus panopeus är en spindelart som beskrevs av Miller 1999. Sisicottus panopeus ingår i släktet Sisicottus och familjen täckvävarspindlar. Inga underarter finns listade i Catalogue of Life.